# 5442 Drossart
5442 Drossart eller 1991 NH1 är en asteroid i huvudbältet som upptäcktes den 12 juli 1991 av den amerikanske astronomen Henry E. Holt vid Palomarobservatoriet. Den är uppkallad efter astronomen Pierre Drossart.
Asteroiden har en diameter på ungefär 7 kilometer och den tillhör asteroidgruppen Koronis.